# Bracieux
Bracieux és un municipi francès, situat al departament del Loir i Cher i a la regió de Centre – Vall del Loira. L'any 2007 tenia 1.267 habitants.

## Demografia

### Població
El 2007 la població de fet de Bracieux era de 1.267 persones. Hi havia 544 famílies, de les quals 180 eren unipersonals (84 homes vivint sols i 96 dones vivint soles), 180 parelles sense fills, 136 parelles amb fills i 48 famílies monoparentals amb fills.
La població ha evolucionat segons el següent gràfic:
Habitants censats

### Habitatges
El 2007 hi havia 664 habitatges, 552 eren l'habitatge principal de la família, 46 eren segones residències i 66 estaven desocupats. 553 eren cases i 101 eren apartaments. Dels 552 habitatges principals, 360 estaven ocupats pels seus propietaris, 177 estaven llogats i ocupats pels llogaters i 15 estaven cedits a títol gratuït; 10 tenien una cambra, 52 en tenien dues, 117 en tenien tres, 156 en tenien quatre i 216 en tenien cinc o més. 391 habitatges disposaven pel capbaix d'una plaça de pàrquing. A 283 habitatges hi havia un automòbil i a 203 n'hi havia dos o més.

### Piràmide de població
La piràmide de població per edats i sexe el 2009 era:
| Homes | Edats   | Dones |
| ----- | ------- | ----- |
| 0     | 95 o +  | 4     |
| 4     | 90 a 94 | 32    |
| 16    | 85 a 89 | 52    |
| 24    | 80 a 84 | 28    |
| 24    | 75 a 79 | 56    |
| 32    | 70 a 74 | 32    |
| 32    | 65 a 69 | 48    |
| 24    | 60 a 64 | 16    |
| 16    | 55 a 59 | 16    |
| 52    | 50 a 54 | 52    |
| 20    | 45 a 49 | 48    |
| 32    | 40 a 44 | 32    |
| 36    | 35 a 39 | 28    |
| 32    | 30 a 34 | 24    |
| 40    | 25 a 29 | 40    |
| 20    | 20 a 24 | 24    |
| 44    | 15 a 19 | 32    |
| 24    | 10 a 14 | 16    |
| 32    | 5 a 9   | 28    |
| 24    | 0 a 4   | 16    |

## Economia
El 2007 la població en edat de treballar era de 724 persones, 551 eren actives i 173 eren inactives. De les 551 persones actives 500 estaven ocupades (265 homes i 235 dones) i 51 estaven aturades (21 homes i 30 dones). De les 173 persones inactives 62 estaven jubilades, 65 estaven estudiant i 46 estaven classificades com a «altres inactius».

### Ingressos
El 2009 a Bracieux hi havia 554 unitats fiscals que integraven 1.189,5 persones, la mediana anual d'ingressos fiscals per persona era de 18.480 €.

### Activitats econòmiques
Dels 99 establiments que hi havia el 2007, 2 eren d'empreses extractives, 4 d'empreses alimentàries, 6 d'empreses de fabricació d'altres productes industrials, 9 d'empreses de construcció, 21 d'empreses de comerç i reparació d'automòbils, 4 d'empreses de transport, 12 d'empreses d'hostatgeria i restauració, 1 d'una empresa d'informació i comunicació, 9 d'empreses financeres, 3 d'empreses immobiliàries, 8 d'empreses de serveis, 14 d'entitats de l'administració pública i 6 d'empreses classificades com a «altres activitats de serveis».
Dels 29 establiments de servei als particulars que hi havia el 2009, 1 era una oficina d'administració d'Hisenda pública, 1 gendarmeria, 1 oficina de correu, 2 oficines bancàries, 1 taller de reparació d'automòbils i de material agrícola, 1 autoescola, 2 guixaires pintors, 1 fusteria, 1 lampisteria, 2 electricistes, 2 empreses de construcció, 3 perruqueries, 1 veterinari, 8 restaurants, 1 agència immobiliària i 1 saló de bellesa.
Dels 13 establiments comercials que hi havia el 2009, 1 era una gran superfície de material de bricolatge, 1 una botiga de més de 120 m², 2 fleques, 3 carnisseries, 1 una peixateria, 1 una llibreria, 1 una botiga de roba, 1 una perfumeria i 2 floristeries.

## Equipaments sanitaris i escolars
El 2009 hi havia 2 farmàcies i 2 ambulàncies.
El 2009 hi havia 1 escola maternal i 1 escola elemental. Bracieux disposava d'un col·legi d'educació secundària amb 388 alumnes.

## Poblacions més properes
El següent diagrama mostra les poblacions més properes.